# Morland (Kumbria)
Morland – wieś i civil parish w Anglii, w Kumbrii, w dystrykcie (unitary authority) Westmorland and Furness. Leży 39 km na południowy wschód od miasta Carlisle i 382 km na północny zachód od Londynu. W 2011 roku civil parish liczyła 374 mieszkańców.